# 1-й Клубный переулок (Тверь)
1-й Клу́бный переулок — улица в Заволжском районе Твери. Находится в исторической части города Затверечье.

## География
1-й Клубный переулок начинается от улицы Старобежецкой и Никитинского храма, продолжается в восточном направлении. Пересекает улицу Новая Заря, немного сдвигается после Затверецкого бульвара, пересекает 1-ю Новозаводскую улицу, 2-ю Новозаводскую улицу, улицы Ломоносова, Добролюбова, Белинского, Маяковского, Серова и Осипенко. Заканчивается у болота недалеко от улицы Кржижановского (56°52′16″ с. ш. 35°56′50″ в. д.).
Общая протяжённость 1-го Клубного переулка составляет 1,5 км.

## История
Участок до улицы Шишкова существовал очень давно, возможно, до регулярной застройки района Затверечье. Исторически улица называлась Никитским переулком по храму Никиты Великомученика.
Никитский переулок был застроен одно- и двухэтажными каменными и деревянными домами. В 1904 году в начале переулка разместился городской родильный приют.
Следующий участок, до 1-й улицы Александра Невского, проведённый в конце 18 века, застраивался главным образом одноэтажными деревянными домами. В начале 19 века переулок был продлён до Затверецкого бульвара. Продолжение было застроено частным сектором с нечётной стороны. В 1920-х годах была застроена и чётная сторона этого участка, а переулок был переименован в 1-й Никитский, так как появился 2-й.
До 1938 года вместе со старым употреблялось также новое название — 1-й переулок Огарёва в честь поэта-революционера Николая Огарёва. В 1938 году было утверждено название 1-й Клубный переулок по клубу «Новая Заря».
В 1938 году переулок после сдвига на Затверецком бульваре был продлён до улицы Маяковского. Новый участок застраивался частным сектором и одноэтажными жилыми домами.
В конце 1940-х годов переулок продлён до новой улицы Лазо. Этот участок был застроен частным сектором.
С начала 2000-х годов застраивается коттеджами нечётная сторона за улицей Серова.

## Здания и сооружения
- Дом 1 — Дом Каталымовых,  памятник архитектуры (федеральный)[3].
- Храму Никиты Великомученика,  памятник архитектуры (федеральный).